# Hradčany (Bílá)
Hradčany (dříve také Račana nebo Račany, německy Ratschen) jsou vesnice ležící tři kilometry jihovýchodně od Českého Dubu. Do roku 1976 byly samostatnou obcí, nyní jsou součástí obce Bílá. Leží na pomezí náhorní plošiny nacházející se mezi Českým Dubem, Hradčany a Chvalčovicemi a hlubokým údolím řeky Mohelky, které svým výběžkem kolem pravostranného přítoku Mohelky zasahuje až do jihovýchodní části vesnice. K Hradčanům patří také samoty Boučí, Podolí a Votoč.

## Historie
První písemná zmínka o vesnici pochází z roku 1547. Podle Kudrnáče [1903] „pochází osada asi z 15. století ze zemanského statku, který stával tam, kde se nachází náves s okolními statky. Podle nalezených (vyoraných) starožitnosti je pravděpodobné osídlení již v době kamenné. Na severozápadě je vrch Ovčín (Schafberg) nazývaný místními Šoubarky. Pěstuje se tu 700 třešní, 2000 švestek, 300 hrušek, 600 jabloní a 50 ořechů.“ K obci patřily osady Hradčany, Letařovice, Trávníček a Vorklebice

## Obyvatelstvo
Obyvatelstvo Hradčan bylo vždy české, ačkoliv v nevelké vzdálenosti severním směrem již začínaly Sudety. Po druhé světové válce zde došlo k obměně velké části obyvatelstva, neboť mnoho zdejších občanů odešlo osidlovat Němci vysídlené pohraničí a namísto nich se sem přistěhovala řada lidí z vnitrozemí.
| Rok            | 1869 | 1880 | 1890 | 1900 | 1910 | 1921 | 1930 | 1950 | 1961 | 1970 | 1980 | 1991 | 2001 | 2011 | 2021 |
| -------------- | ---- | ---- | ---- | ---- | ---- | ---- | ---- | ---- | ---- | ---- | ---- | ---- | ---- | ---- | ---- |
| Počet obyvatel | 213  | 201  | 184  | 172  | 170  | 176  | 166  | 108  | 94   | 64   | 67   | 70   | 59   | 58   | 67   |
| Počet domů     | 33   | 35   | 35   | 36   | 34   | 33   | 33   | 34   | 107  | 20   | 18   | 19   | 20   | 20   | 20   |

## Obecní správa
Od osvobození až do srpna 1945 přešla oblast Českodubska pod správu Okresní správní komise Liberec. Poté byla včleněna do politického okresu Turnov (rozhodnutím ZNV v Praze ze dne 23. srpna 1945). Pod něj správně spadalo Českodubsko až do roku 1960. Podle nového územně správního uspořádání a zrušení okresu Turnov, došlo k přičlenění obcí v okolí Českého Dubu k okresu Liberec.
O svou samostatnost přišly Hradčany v roce 1976. Správu převzal „Společný místní národní výbor pro obce Bílá, Hradčany, Petrašovice se sídlem v Bílé okres Liberec“. Celý proces integrace byl završen v roce 1980, kdy došlo ke sloučení obcí tvořících od roku 1976 společný MNV, tedy obcí Bílá, Hradčany a Petrašovice. Vznikla nová územně administrativní jednotka Bílá, v níž byly ponechány části obce s názvy: Bílá, Bohdánkov, Dehtáry, Hradčany, Chvalčovice, Klamorná, Kocourov, Kohoutovice, Letařovice, Petrašovice, Trávníček, Vesec, Vlčetín.

## Hospodářství
Na začátku 20. století provozovali v Hradčanech své řemeslo hostinský a kramář, kupec, krejčí a dva obuvníci.  Byl zde také lom. Provoz hostince na návsi byl ukončen v roce 1998.
Většina obyvatel vyjíždí za prací jinam, např. do Českého Dubu. V místě je několik živnostníků a část obyvatelstva pracuje v zemědělství (na západním okraji vesnice se nachází malý zemědělský areál, vybudovaný ve druhé polovině 20. století).

## Doprava

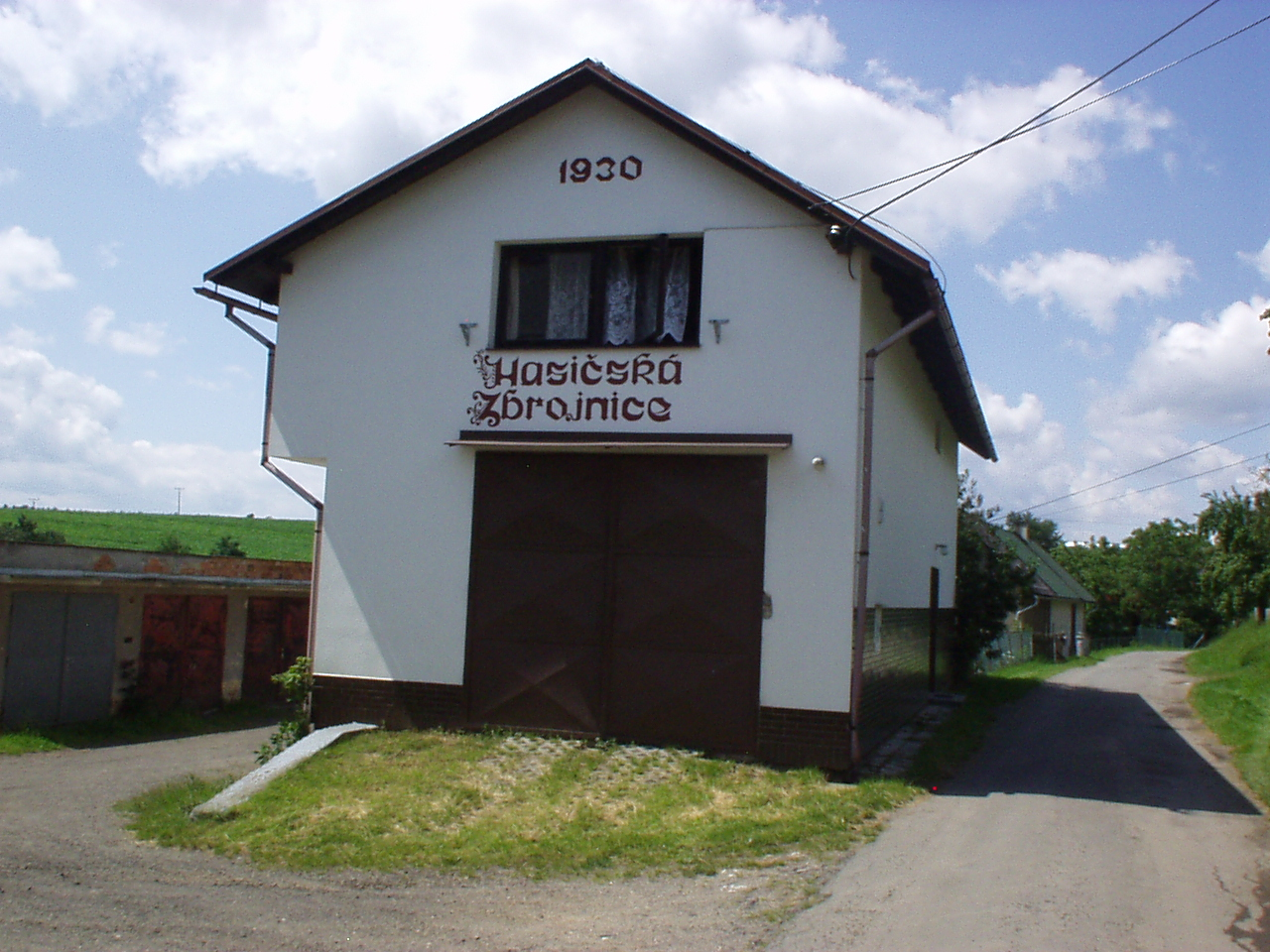
Hasičská zbrojnice v Hradčanech, podél budovy vpravo vede spojovací komunikace napojující se na místní komunikaci do Letařovic

Vesnicí prochází od severu k jihu silnice III/27711 z Českého Dubu do Trávníčku. Z ní se severně od vesnice odpojuje slepá místní komunikace vedoucí jihozápadním směrem do Letařovic, která je spojovací komunikací propojena s návsí v centru Hradčan.
Spojení veřejnou dopravou je zajištěno autobusovou linkou s několika málo spoji v pracovní dny, z nichž některé jezdí jen v určité dny v týdnu, z Českého Dubu přes Hradčany, Trávníček a Dehtáry do Kohoutovic a dále buď přes Bílou zpět do Českého Dubu, nebo do Hodkovic nad Mohelkou. Nejbližší železniční stanice Sychrov je v sedm kilometrů vzdálených Radimovicích.

## Společnost
Ve vsi stojí množství rekreačních objektů a sídlí dva spolky. Jedním z nich je sbor dobrovolných hasičů, který disponuje stříkačkou typu PPS 12. Dalším je myslivecký spolek. Nedaleko návsi stojí hasičská zbrojnice, v jejíž budově je umístěna také místní knihovna.

## Pamětihodnosti
V Hradčanech stojí domy lidové architektury, povětšinou roubeného charakteru. Kostel ani kaple zde není, neboť ve vzdálenosti 1,5 km od hradčanské návsi se nachází letařovický kostel svatého Jakuba Staršího. Ze sakrálních památek se při cestě do Letařovic (u kovárny) nachází boží muka z 19. století a barokní sloup svatého Jana Nepomuckého z přelomu 17. a 18. století, připomínající smrt místního faráře. Boží muka byla v roce 2009 opravena a znovuvysvěcena.

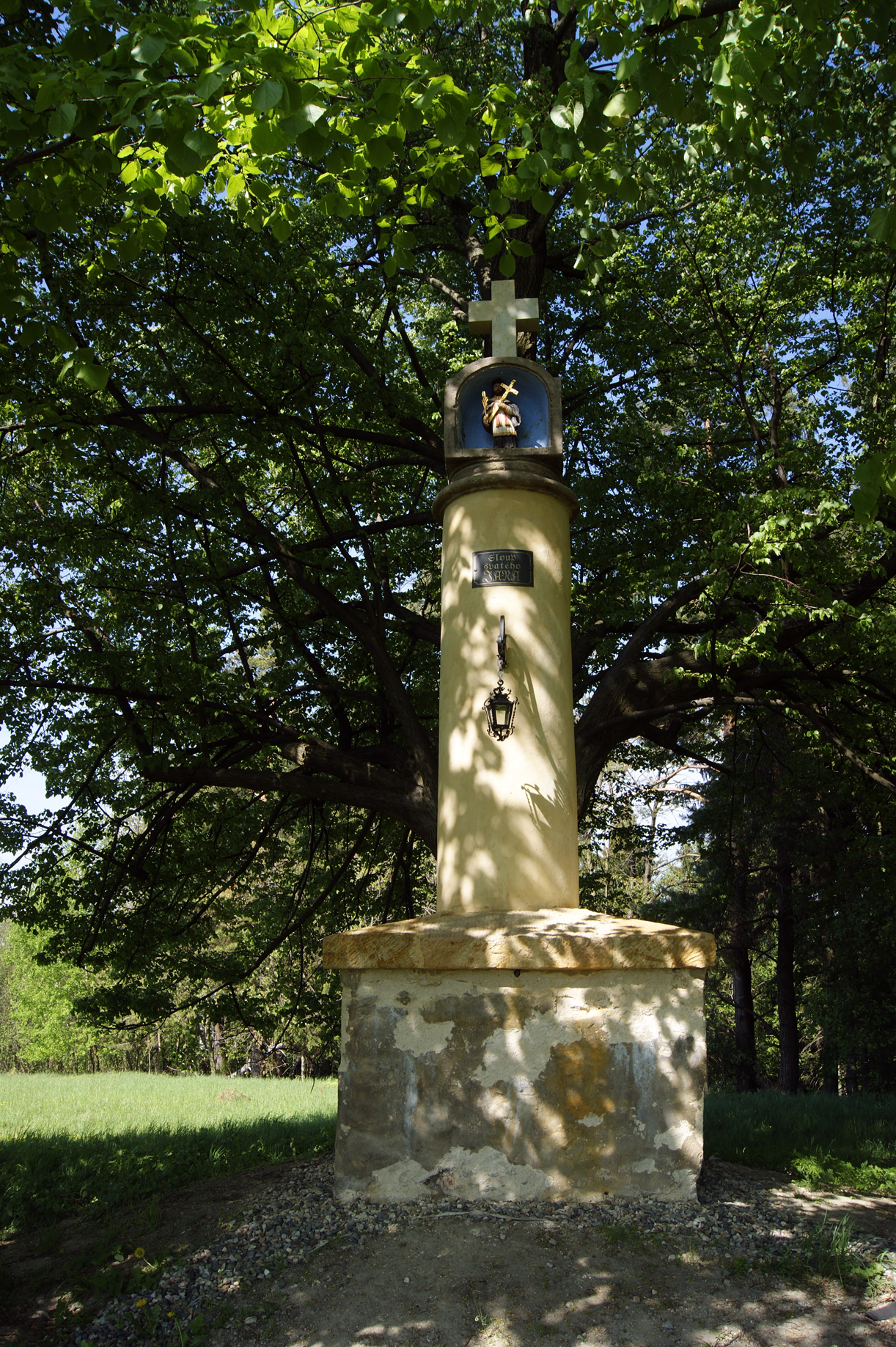
Sloup svatého Jana Nepomuckého
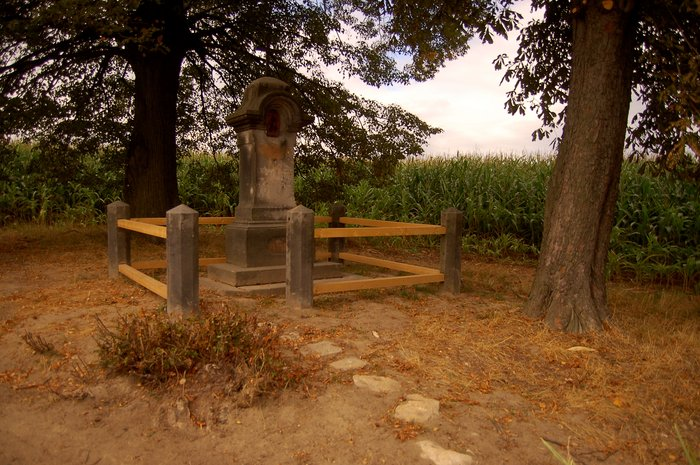
Boží muka